# Donald (cantante)
Donald Clifton McCluskey (Buenos Aires; 9 de julio de 1946), conocido popularmente como Donald, es un  cantante de pop latino y balada, abogado y expolítico argentino que alcanzó fama en las décadas del 60 y del 70. Es intérprete de recordados éxitos como «Un verano naranja», «Tiritando», «En una playa junto al mar», «Siempre fuimos compañeros», entre otros. También se desempeñó como actor en varias películas.

## Biografía
Donald Clifton McCluskey proviene de una familia con historia musical en la Argentina. Su padre fue Don Dean, músico de jazz estadounidense que triunfó en Argentina en 1932, al frente de su banda Don Dean y los Estudiantes de Hollywood, con su hit discográfico «Bailando en el Alvear». Sus hermanos, Alex y Buddy, fundadores junto a Eduardo Morel Quirno en los años 1950 del exitoso grupo vocal The Mac Ke Mac's, descollaron en radio, discos y televisión, al punto de que por su trascendencia fueron invitados a presentarse en el programa número uno de la televisión estadounidense de ese entonces, El Show de Ed Sullivan. Patricia Dean, hermana menor de la familia McCluskey, también obtuvo un resonante éxito cantando en castellano en su campaña discográfica de CBS, con temas como «Qué locura inmensa», entre otros.
Donald hizo su debut como cantante en 1960 en El Show de Antonio Prieto, transmitido por Canal 13, y posteriormente en 1963 ingresó al elenco estable de "Ritmo y Juventud", ciclo semanal que se transmitía los domingos por la pantalla de Canal 11 de Buenos Aires, y en donde permaneció actuando durante dos años consecutivos.

## Carrera
Su carrera discográfica comenzó en 1962, siendo aún estudiante en el Colegio Cardenal Newman, y grabando para Music Hall el LP Voz de juventud, el cual incluía las canciones «Desencadena mi corazón», «Hermosos ojos azules», «Eres el demonio disfrazado», «Tercera luna», «Soy como soy», «Roberta», «Lluvia de primavera», «Porqué, porqué», «Verás que pasará», «Gina», «Globos de color» y "«Entre las plumas de una golondrina». En 1966 pasó a la discográfica Microfon, con la que grabó en inglés bajo el seudónimo de Donald Dean las canciones «Caramba, cariño mío» y «Terraza café», y también formó junto a sus hermanos la agrupación Dean Brothers, donde intervenía su hermana Patricia, realizando los temas «Tú eres la única», «Como yo, igual que yo», «Diablo jamboree», «Llámame», «Qué te parece» y «Shame, Shame, Baby».
En 1968 graba para la compañía discográfica RCA Víctor la canción «Tiritando», rock lento compuesto por Nono Pugliese. Donald, modificó el ritmo y lo denominó "sucundúm", que a partir de ahí se convierte en marca registrada del cantante. La canción, sin embargo, no trascendió hasta 1969 cuando Nono Pugliese, de profesión publicista, lo incluyó en un aviso de televisión para la marca de cigarrillos Chesterfield. A la semana de estar en el aire, el LP comenzó a venderse a razón de 17 000 discos diarios y en pocos meses llegó a más de 600 000 copias. La imagen de Donald se vuelve así familiar en todos los hogares argentinos. A partir de ahí logra una sucesión de éxitos, siempre con letras alegres y pegadizas tales como: «Un verano naranja», «En una playa junto al mar», «Celosa, celosa, celosa», «Siempre fuimos compañeros», «Todo tiene música», «Cosquillas» y «Scaba badi bidú», entre otros.

En 1983 lanzó por Microfon dos LP, Vamos a la playa y Dolce Vita, con versiones en castellano de temas éxito del verano europeo. La canción «Vamos a la playa» fue lanzada meses antes que la versión original, interpretada por el dúo italiano Righeira.
En abril de 2013 presenta en la plataforma de música por internet Soundcloud dos nuevas canciones, tituladas «El secreto (está en ti)» y «Pura vida», compuestas respectivamente por Carlos Tomás Sención y el Dr. Bonomi, ambas con música de Donald.

## Discografía

### Álbumes de estudio
- 1963: Voz de juventud - Music Hall
- 1969: Tiritando - RCA
- 1970: Rakatakatá - RCA
- 1972: Donald - RCA
- 1973: Sol y Luna RCA
- 1977: Donald - RCA
- 1978: Donald y sus amigos - Audio Latino
- 1981: 16 grandes éxitos - RCA
- 1984: Vacaciones en la playa - Microfon
- 1987: La Dolce Vita - Microfon
- 1988: Las olas y el viento - Eccosound
- 1992: Corazón de arena - EMI
- 1997: Manantiales de amor - EMI
- 1997: Serie 20 éxitos - BMG Ariola Argentina S.A.
- 2004: 20 secretos de amor - BMG/Ariola
- 2007: Vamos a la playa - Musika S.A.

### Sencillos
- 1961: "Gina / Bonita De Ojos Azules" (Simple) - Music Hall
- 1962: «Desencadena mi corazón» / «Soy como soy» (Simple) Music Hall
- 1965: "El carrousel del amor / Ven a verme" (Simple) - Music Hall
- 1965: "Esta es mi fiesta / A bailar yenka" (Simple) - Music Hall
- 1968: «Cosquillas» / «El mochilero» (Simple) - RCA
- 1968: «Tiritando» / «Si lo vieran pasar» (Simple) - RCA
- 1969: «En una playa junto al mar» / «El milagro de tus ojos» (Simple) - RCA
- 1969: Lado 1: «Tiritando» / «Cosquillas» - Lado 2: «El milagro de tus ojos» / «En una playa junto al mar» (EP) - RCA
- 1970: «Verano naranja» / «Siempre fuimos compañeros» (Simple) - RCA
- 1971: «No hay invierno ni verano» / «Llevame pa' casa mamá» (Simple) - RCA
- 1973: «Mi amigo Pucho" (Simple) - RCA
- 1976: «Celosa, celosa, celosa» / «Donde vas, chiquita bonita» (Simple) - RCA
- 1977: «Todo tiene música» / «Somos una cuestión de piel» (Simple) RCA
- 1982: «Scaba Badi Bidú» / «Tan, tan simpática» (Simple) - RCA
- 1983: «Vamos a la playa (Dub) (Tecno)» (Simple) - Microfon Argentina S.A.
- 2013: «El secreto (está en ti)» / «Pura vida» (Digital) Donald Producciones
- 2022: «En la playa» ft. Rusea

## Apariciones en televisión
Por ser una figura relevante del mundo de la música argentina, fue invitado a participar en programas de televisión de la época, como en el de los payasos españoles Gaby, Fofó y Miliki. Llegó al público infantil a través de los dibujos animados de Manuel García Ferré. También tuvo una vasta experiencia como conductor, en los programas Estudiantes por Canal 9 en 1968, Show Fantástico por ATC en  1979 y Video Pop en Canal 11. En 1998 realizó una breve participación en un sketch del programa Cha Cha Cha de Alfredo Casero, en el sketch Temblor de bombachas, cantando uno de sus temas Tango, salsa o rock and roll, Para 2002, fue invitado por Guillermo Francella a su propio programa Poné a Francella, donde realiza una participación acompañando a cantar a Enrique El antiguo,  En 2011 y 2012 participó como jurado del reality show televisivo Volver a cantar, emitido por el canal Volver y conducido por Jorge Rossi, repitiendo esta participación a los dos años nuevamente.

## Filmografía
En 1971 protagonizó la película de género musical En una playa junto al mar, dirigida por Enrique Cahen Salaberry, y acompañado por Evangelina Salazar, Joe Rígoli, Jorge Barreiro, Eddie Pequenino y el grupo Los Náufragos.
En 1973 trabajó en Siempre fuimos compañeros, dirigida por el actor Fernando Siro, y en donde compartió cartel con Rossana Falasca, Hugo del Carril, Vicente Rubino, Irma Roy, Jorge Barreiro, Marcelo Marcote y Elena Cruz.
En 1974 tuvo un papel principal en Un viaje de locos, de Rafael Cohen, junto a la actriz Taryn Power (hija de Tyrone Power), Richard Harrison, Marcelo Marcote, Antonio Gasalla, Carlos Perciavale y Juan Alberto Mateyko.

## Política
En 1999, fue candidato a intendente del partido de San Isidro en la zona norte del conurbano bonaerense, donde residía y reside actualmente.
En esa misma votación fue elegido concejal, candidatura propuesta por la Unión Vecinal Municipalista (UVM), ejerciendo ese cargo por el período 1999-2003 en forma completa.

## Actualidad
Actualmente alterna su profesión de abogado, que ejerce en casos relacionados con los derechos de autor y de intérprete, con shows donde recrea sus éxitos e incorpora nuevas canciones. También abrió un resto-bar familiar en Villa Adelina, en el que el encargado es su hijo Patrick y su asesora es su hija Melody.

## Premios y distinciones
En agosto de 2022 la Legislatura de la Ciudad Autónoma de Buenos Aires lo declaró Personalidad Destacada de la Ciudad Autónoma de Buenos Aires en el ámbito de la Cultura por convertirse «en una parte importante del patrimonio sonoro de nuestra ciudad y nuestro país».